# Операција Бреза
Операција Бреза 94 је кодни назив за операцију Војске Републике Српске у рану јесен (септембар) 1994. године, у Босанској Крајини, чији је циљ био сламање 5. корпуса АРБиХ.

## Увод
Због изузетног стратешког значаја бихаћког џепа (види слику), ВРС се одлучује на покушај сламања 5. корпуса АРБиХ. Тиме би се, наиме, омогућила боља веза између Баније и Кордуна са Книнском Крајином, тим пре што је кроз Бихаћ пролазила железничка пруга; бригаде СВК које су држале положаје спрам 5. корпуса АРБиХ биле би ослобођене за попуњавање простора спрам ХВ; већи део 2. крајишког корпуса ВРС би био слободан да ојача фронт према јединицама ХВ/ХВО у Ливањском пољу.
Снаге одређене за операцију биле су подељене на два правца. На првом правцу су наступале три секторске бригаде Другог крајишког корпуса (17. кључка, 3. петровачка, 1. дрварска) ојачане деловима 15. бихаћке бригаде и мањим јединицама Првог крајишког корпуса. Задатак је био заузимање најзначајнијих кота на Грабешкој висоравни.
На другом правцу, напад су предводиле јединице Првог крајишког корпуса, подељене у две тактичке групе. Прву тактичку групу су чинили по један батаљон из 43. приједорске, 6. санске и 5. козарачке бригаде; задатак ове групе је био овладавање градића Отока и пробој према Босанској Крупи ради спајања са снагама на Грабежу. Замисао команде ВРС је била да би овај притисак натерао команду 5. корпуса да пошаље резерве на Грабеж и у правцу надирања прве тактичке групе, што би олакшало задатак друге тактичке групе.
Гарда Пантери, 1. батаљон војне полиције Првог крајишког корпуса и Извиђачко-диверзантски одред истог корпуса, предводили су другу тактичку групу; њихов задатак је био да по овладавању Отоке заузму Бужим и овладају Цазином, чиме би 5. корпус АРБиХ био пресечен на пола.
Бочну и ватрену подршку пружале су 1. новоградска бригада ВРС и 33. дворска бригада СВК.

## Ток операције
С почетком од 31. августа до 6. септембра, снаге 2. крајишког корпуса су покушале да заузму доминантне коте на Грабежу, и мада је на пар праваца начињен помак, одбрана 5. корпуса (501. и 502. бихаћка бригада, 503. цазинска и 1. ослободилачка бригада) се одржала.
Напад прве тактичке групе (43. мтбр, 5. лпбр, 6. лпбр) отпочео је 5. септембра. У наредна три дана снаге АРБиХ (511. крупска бригада) биле су потиснуте преко реке Баштре; тиме је прва тактичка група избила на један километар од Отоке. Укопавши се на брдима Вучковац и Плавна око Отоке, 511. бригада је, међутим, успела да заустави прву тактичку групу.
У време потискивања снага АРБиХ преко реке Баштре, 8. септембра, напад је отпочела друга тактичка група са циљем да заузме Бужим. Првог и другог дана напада, група је успела да продре два километра у дубину. Упркос томе, 12. септембра снаге АРБиХ (505. бужимска и делови 517. бригаде) прешле су у контранапад преко босанско-хрватске границе, одбацујући снаге ВРС из ширег рејона Бужима.